# ميليتوبول
ميليتوبول (بالأوكرانية: Мелітополь)‏ و (بالروسية: Мелитополь) هي مدينة ذات أهمية إقليمية في أوكرانيا، تقع في زابوروجييه أوبلاست، يبلغ عدد سكانها 154,992  نسمة وذلك حسب إحصائيات سنة 2017، تبلغ مساحتها 49.66 كيلومتر مربع، رمزها البريدي هو 72300.

## الحرب الروسية الأوكرانية 2022
خلال الحرب الروسية الأوكرانية 2022 كان للمدينة أهمية كبيرة للوصل بين القوات الروسية في شبه جزيرة القرم والقوات الموالية لها في جمهورية دونتسك الشعبية، وقد سيطرت القوات الروسية على المدينة يوم 26 فبراير 2022.

## مدن توأم
المدن التوأم:
- بريف لا غايلارد
- Akademichesky District [الإنجليزية]‏
- باريساو
- Pukhavichy district [الإنجليزية]‏
- كيدايني
- سليفن.

## أعلام
- ييفغين خاتشيريدي
- زوت نيكراسوف
- بافيل سودوبلاتوف
- أوكسانا ليوبتسوفا